# Відмова від продовження бою
Відмова від продовження бою (англ. Corner retirement, скорочено «RTD») — термін, що використовуються в боксі для опису бою, який закінчується, коли під час будь-якого періоду відпочинку між раундами боксер відмовляється продовжувати бій або його кут приймає таке рішення за нього, тим самим змушуючи рефері оголосити про дострокове завершення поєдинку. На відміну від цього, технічний нокаут (ТКО) може бути оголошений тільки рефері або лікарем рингу на будь-якій стадії бою, включаючи періоди відпочинку. Відмова від продовження бою вважається різновидом нокауту і позначається в рекорді боксера як дострокова поразка.

## Відомі поєдинки
- 25 листопада 1980 року Роберто Дюран (Панама), поступаючись за всіма показниками Шуґару Рей Леонарду (США), на останніх секундах восьмого раунду повернувся спиною до Леонарда і пішов, помахавши рукавичкою та, мабуть, сказавши рефері Октавіо Мейрану «Досить» («ісп. No más»).[2]

- 20 жовтня 2000 року відбувся бій Майк Тайсон (США) — Анджей Голота (Польща). Вже в першому раунді Тайсон відправив Анджея у нокдаун, а ще – розсік тому брову над лівим оком. Вже тоді у перерві після першого раунду від поляка вперше прозвучало до тренера «зупини бій». Другий раунд пройшов доволі конкурентно та без значних проблем для Голоти. Але Анджей не збирався продовжувати. Він вимагав завершити бій, відштовхував рефері та тренера, а потім втік у підтрибунне приміщення. Через це спочатку була зафіксована перемога Тайсона, але вона була скасована після того, як він провалив тест на наркотики, і бій оголошено таким що не відбувся.[3]

- 26 листопада 2016 року Ніколас Волтерс (Ямайка), не маючи змоги якимось чином вразити Василя Ломаченка (Україна), після сьомого раунду відмовився від продовження бою.[4]

- 25 листопада 2023 року Деметріус Ендред (США) поступився Девіду Бенавідесу (Мексика), коли після шостого раунду кут американця вирішив відмовитися від продовження бою.[5]